# Alicja Murynowicz
Alicja Maria Murynowicz (ur. 21 września 1957 w Szydłowcu) – polska polityk, posłanka na Sejm II, III i IV kadencji.

## Życiorys
Uzyskała w 1981 absolutorium na Wydziale Filologii Uniwersytetu Łódzkiego, na kierunku filologia rosyjska. Pracowała jako specjalista w Przedsiębiorstwie Wykonawstwa Budowlanego i Usług Inwestycyjnych „Unibud” w Łodzi. Od 1993 do 2005 pełniła funkcję posła na Sejm II, III i IV kadencji z okręgów łódzkich: nr 27 i nr 9, wybranego z listy Sojuszu Lewicy Demokratycznej. W IV kadencji była wiceprzewodniczącą klubu parlamentarnego SLD. W 2005, 2007 i 2011 bez powodzenia kandydowała ponownie do Sejmu. Działała w Ruchu Społecznym NIE oraz Stowarzyszeniu „Ordynacka”.